# Gurmençon
Gurmençon is een gemeente in het Franse departement Pyrénées-Atlantiques (regio Nouvelle-Aquitaine) en telt 827 inwoners (2004). De plaats maakt deel uit van het arrondissement Oloron-Sainte-Marie.

## Geografie
De oppervlakte van Gurmençon bedraagt 3,0 km², de bevolkingsdichtheid is 275,7 inwoners per km².
De onderstaande kaart toont de ligging van Gurmençon met de belangrijkste infrastructuur en aangrenzende gemeenten.

## Demografie
Onderstaande figuur toont het verloop van het inwonertal (bron: INSEE-tellingen).